# Lagopus
Lagopus Brisson, 1760 è un piccolo genere di uccelli della famiglia dei Fasianidi.

## Etimologia
Il nome del genere, Lagopus, deriva dal greco lagos, che significa "lepre", e pus, che significa "piede" e si riferisce alle gambe piumate dell'uccello.

## Tassonomia
Comprende tre specie:
- Lagopus lagopus (Linnaeus, 1758) - pernice bianca nordica
- Lagopus leucura (Richardson, 1831) - pernice codabianca
- Lagopus muta (Montin, 1781) - pernice bianca

La pernice bianca scozzese, sottospecie britannica della pernice bianca nordica (Lagopus lagopus scoticus), è stata a volte considerata una specie separata, Lagopus scoticus, ma è molto tempo che non viene più riconosciuta.

## Distribuzione e habitat
Le tre specie sono tutte adattate alle regioni fredde. La pernice bianca nordica è una specie delle foreste boreali circumpolari, la pernice dalla coda bianca è un uccello alpino nordamericano e la pernice bianca alpina vive sia nelle regioni artiche che sulle montagne dell'Eurasia e del Nordamerica. Sono specie stanziali e tutte, ad eccezione della pernice bianca scozzese, hanno un piumaggio bianco invernale che le aiuta a mimetizzarsi sull'ambiente innevato.

## Biologia
Questi sono uccelli strettamente vegetariani, ma in età giovanile si nutrono anche d'insetti. In tutte le specie, ad eccezione della pernice bianca nordica, la femmina si prende tutte le responsabilità della nidificazione e dell'allevamento dei pulcini, come avviene in tutti i gallinacei.